# (35464) 1998 DC33
1998 DC33 (asteroide 35464) é um asteroide da cintura principal. Possui uma excentricidade de 0.16256480 e uma inclinação de 10.88664º.
Este asteroide foi descoberto no dia 27 de fevereiro de 1998 por Giuseppe Forti e Maura Tombelli em Cima Ekar.